# 麒麟电视
麒麟电视（英語：KyLinTV）是新加坡的一家收费电视台。2005年，麒麟电视由Computer Associates的创始人王嘉廉(Charles B. Wang)先生和 Cablevision 和 HBO 的创始人Charles_Dolan 先生共同投资成立，办公地点位于美国纽约州Plainview。
麒麟电视通过与中国中央及省级地方卫星频道的合作，向全球海外华人家庭提供高清和标清中港台电视电影、戏曲综艺和儿童节目，包括直播和录播节目内容。截止2011年10月，麒麟电视的服务覆盖美国、加拿大、欧洲、拉丁美洲、澳大利亚、新西兰、台湾和新加坡、马来西亚等东南亚国家。

## 外部連結
- 官方网站